# Andreas Wegener (Fußballspieler)
Andreas Wegener (* 16. Juni 1958) war Fußballspieler in der DDR-Oberliga. In der höchsten Spielklasse des DDR-Fußball-Verbandes spielte er für den 1. FC Union Berlin.

## Sportliche Laufbahn
Wegener begann seine Laufbahn als Fußballspieler in der Nachwuchsabteilung der Ost-Berliner Betriebssportgemeinschaft (BSG) EAB Lichtenberg 47. Als 14-Jähriger wurde er 1972 zum Oberligisten 1. FC Union Berlin delegiert. Ab 1974 spielte er dort in der Juniorenmannschaft. Als 1975/76 die erste Union-Mannschaft in der zweitklassigen DDR-Liga spielte, kam der 1,77 m große Wegener dort bereits in einem Spiel zum Einsatz. Es war das Punktspiel Vorwärts Neubrandenburg – 1. FC Union (0:1) am 14. März 1976. Union stieg im Sommer 1976 in die DDR-Oberliga auf, doch Wegener spielte bis 1979 für Union in der DDR-Nachwuchs-Oberliga.
Auch für die Saison 1979/80 wurde er noch für die Nachwuchs-Oberliga gemeldet, doch Trainer Heinz Werner setzte ihn in dieser Spielzeit bereits in zwölf Spielen der DDR-Oberliga ein. War er zunächst nur Einwechselspieler, stand er in den letzten vier Saisonspielen in der Anfangself, zunächst als Mittelfeldspieler, dann in der Abwehr. Am Saisonende musste Union wieder in die DDR-Liga absteigen, und obwohl Wegener für die erste Mannschaft nominiert worden war, bestritt er nur ein einziges Punktspiel. Zur Saison 1981/82 wurde er für ein Jahr zum DDR-Liga-Aufsteiger EAB Lichtenberg 47 abgegeben. Als der 1. FC Union 1982 wieder in die Oberliga aufstieg, kehrte Wegener zum Klub zurück. Unter dem neuen Trainer Harry Nippert gelang es Wegener jedoch nicht, einen Stammplatz in der Oberligamannschaft zu erreichen. Wie schon 1979/80 kam er nur zu zwölf Punktspieleinsätzen, neunmal als Einwechselspieler. Stand er in der Anfangsformation, spielte Wegener als Stürmer. Auch für die Saison 1983/84 hatte Nippert Wegener für den Angriff der Oberligamannschaft vorgesehen, setzte ihn anschließend jedoch in keinem Pflichtspiel ein. Zum Jahresende 1983 wurde Wegener vom Klub ausdelegiert. Innerhalb von vier Spielzeiten hatte er 26 Pflichtspiele mit der ersten Union-Mannschaft absolviert, davon 24 in der Oberliga. Zu Torerfolgen war er nicht gekommen. In dieser Zeit hatte er sein Studium zum Diplomsportlehrer abgeschlossen.
Zu Beginn der Rückrunde der Saison 1983/84 schloss sich 24-jährige Wegener dem DDR-Ligisten Lok/Armaturen Prenzlau an. Nach dem Abstieg spielte Prenzlau in der drittklassigen Bezirksliga, und als die Mannschaft nach einem Jahr wieder aufstieg, gehörte Wegener bereits nicht mehr zum Aufgebot. Auch später tauchte er nicht mehr im höherklassigen Fußball auf.

## Stationen
- 1975 bis 1981: 1. FC Union Berlin
- 1981 bis 1982: BSG EAB Lichtenberg 47
- 1982 bis 1983: 1. FC Union Berlin
- 1984: BSG Lok/Armaturen Prenzlau